# Paul-Patrick Charbonneau
Paul-Patrick Charbonneau est un acteur québécois.

## Biographie
Paul-Patrick Charbonneau fait du théâtre de création.

## Théâtrographie (interprétation)
- 1999 : Cholestérol gratuit, de Céline Bonnier, production Momentum[1]
- 2000 : La Bible[2], mise en scène d'Antoine Laprise, production Le Théâtre du Sous-marin jaune
- 2001 : Les Laboratoires Crête, de Stéphane Crête, production Momentum[3]
- 2002 : La Tour de Babel, mise en scène de Brigitte Poupart, compagnie Transthéâtres
- 2006 : Axël, de Auguste de Villiers de L'Isle-Adam, mise en scène Christian Lapointe
- 2007 : Chant des Gaston, de Céline Bonnier
- 2008 : Les Essais, d'après Michel de Montaigne, texte de Michel Tanner, mise en scène de Jacques Laroche[4]
- 2010 : Cabaret insupportable, mise en scène Brigitte Poupart et Michel Monty, compagnie Transthéâtres
- 2014 : Guerre et Paix, d'après Léon Tolstoï, texte de Louis-Dominique Lavigne,mise en scène Antoine Laprise, coproduction avec Le Théâtre de Quartier[5]